# ماريا دابروفسكي
ماريا دابروفسكي؛ (وُلدت باسم ماريا سزومسكا؛ 6 أكتوبر 1889 - 19 مايو 1965) كاتبة وروائية وكاتبة مقالات وصحفية وكاتبة مسرحية من بولندا، وهي مؤلفة الرواية التاريخية البولندية الشهيرة (أيام وليالٍ) التي كُتبت بين عامي 1932 و1934 في أربعة مجلدات منفصلة. حُوّلت الرواية إلى فيلم يحمل نفس العنوان في عام 1975 للمخرج جيرزي أنتزاك. اشتُهرت دابروفسكي إلى جانب عملها الخاص بترجمة مذكرات صموئيل بيبس إلى اللغة البولندية. بالإضافة إلى ذلك، حصلت دابروفسكي على جائزة) الغار الذهبي (المرموقة من الأكاديمية البولندية للأدب في عام 1935، ورُشّحت لجائزة نوبل في الأدب إحدى عشرة مرة بين عامي 1939 و1965.

## سيرة حياتها
ولدت ماريا دابروفسكي باسم ماريا سزومسكا في روسو بالقرب من كاليش، بولندا الروسية التي كانت خاضعة للتقسيم الروسي. انحدر والداها من طبقة فقيرة من ملّاك الأراضي (الطبقة الراقية). عانت دابروفسكي من الحَوَل الأنسي، ما أعطاها مظهر «حَوَل العينين». درست علم الاجتماع والفلسفة والعلوم الطبيعية في لوزان وبروكسل، واستقرت في وارسو في عام 1917. اهتمت دابروفسكي بالأدب والسياسة، وكرست نفسها لمساعدة مَن ولدوا في الفقر. عملت مؤقتًا في وزارة الزراعة البولندية في فترة ما بين الحربين العالميتين، بينما تجرأت أكثر فأكثر في كتابة التقارير الصحفية وحول الحياة العامة. أصبحت أكثر انخراطًا في الكتابة عن حقوق الإنسان في عام 1927. حللت في رواياتها ومسرحياتها ومقالاتها الصحفية العواقب النفسية للصعوبات وصدمات الحياة في عالم الناس العاديين.
تزوجت ماريا من ماريان دابروفسكي الذي توفي فجأة عندما كانت في السادسة والثلاثين من عمرها. أما ستانيسواف ستيمبوفسكي فهو شريكها الثاني على المدى الطويل الذي يكبرها بتسعة عشر عامًا والذي عاشت معه في زواجٍ عرفي حتى اندلاع الحرب العالمية الثانية. أصبحت دابروفسكي بعد هذه العلاقات أكثر استقلالية، حتى أنها قالت ذات مرة إن علاقتيها مع كل من دابروفسكي وستيمبوفسكي كانتا أشبه بعلاقة قائمة على التعلّم، وأقل شبهًا بالعلاقة الرومانسية. بقيت دابروفسكي في وارسو في أثناء احتلال بولندا ودعمت الحياة الثقافية للدولة السرية البولندية. في ذلك الوقت تقريبًا، التقت دابروفسكي بزوج من الأدباء هما آنا كوالسكا وجيرزي كوالسكي. عاشوا معًا علاقة ثلاثية، وأنجبت ماريا طفلًا من جيرزي في عام 1946، لكنه توفي فجأة في عام 1948. بقيت المرأتان معًا في علاقة لمدة العشرين عامًا، على الرغم من أن ماريا شجعت آنا على الزواج مرة أخرى. حصلت دابروفسكي على وسام بولونيا ريستيتوتا خلال العهد الستاليني. في عام 1964 كانت دابروفسكي واحدة من الموقعين على ما يسمى برسالة 34 إلى رئيس الوزراء جوزيف سيرانكيفيتش، فيما يتعلق بحرية الثقافة. توفيت دابروفسكي في 19 مايو من عام 1965 عن عمر ناهز 75 عامًا في عيادةٍ في وارسو.

## تعليمها
أراد والدا دابروفسكي، جوزيف شومسكي ولودوميرا (الاسم عند الميلاد غالكزنسكا) أن تتلقى تعليمًا شاملًا، فأرسلاها إلى المدارس الخاصة خلال معظم حياتها المبكرة. أُرسلت في عام 1901 إلى مدرسة داخلية هي مدرسة السيدة سيديماني الخاصة في كاليش، والتحقت بها في عام 1904. ثم التحقت في عام 1905 بمدرسة الآنسة هافيلك الداخلية الخاصة في وارسو. تلقت هناك الكثير من تعليمها في مجال الأدب من إغناسي كرزانوفسكي. التحقت بمدرسة الآنسة هافيلك حتى عام 1908، ثم بدأت دراسة العلوم الطبيعية في إحدى جامعات لوزان منذ عام 1908 وحتى عام 1909، سويسرا. أكملت دراستها لاحقًا في جامعة بروكسل في عام 1912، وحصلت على درجة علمية في العلوم الطبيعية.